# Finland i olympiska sommarspelen 1968
Finland deltog med 66 deltagare vid de olympiska sommarspelen 1968 i Mexico City. Totalt vann de en guldmedalj, två silvermedaljer och en bronsmedalj.

## Medaljer

### Guld
- Kaarlo Kangasniemi - Tyngdlyftning, 90 kg.

### Silver
- Olli Laiho - Gymnastik, bygelhäst.
- Jorma Kinnunen - Friidrott, Spjutkastning.

### Brons
- Arto Nilsson - Boxning, lätt weltervikt.